# Dalcahue
Dalcahue este un târg și comună din provincia Chiloé, regiunea Los Lagos, Chile, cu o populație de 13.076 locuitori (2012) și o suprafață de 1239,4 km2.